# Andrėj Bahdanovič
Andrėj Viktaravič Bahdanovič (in bielorusso Андрэй Віктаравіч Багдановіч?; Yelizovo, 15 ottobre 1987) è un canoista bielorusso, vincitore della medaglia d'oro ai Giochi olimpici di Pechino 2008 nel C2 1000m in coppia con il fratello Aljaksandr Bahdanovič.
Sempre a Pechino l'equipaggio è arrivato quarto nella gara del C2 500m. Nel C2 1000 metri all'olimpiade 2012 vince la medaglia d'argento insieme a suo fratello.

## Palmarès
- Olimpiadi

Pechino 2008: oro nel C2 1000m.
Londra 2012: argento nel C2 1000m.
- Mondiali

Seghedino 2006: bronzo nel C4 1000m.
Poznań 2010: argento nel C2 1000m.
Seghedino 2019: bronzo nel C4 500m.
- Campionati europei di canoa/kayak sprint

Račice 2006: argento nel C4 500m e bronzo nel C2 1000m.
Pontevedra 2007: oro nel C2 500m e C4 500m, bronzo nel C2 1000m.
Milano 2008: oro nel C2 1000m e bronzo nel C4 200m.
Brandeburgo 2009: bronzo nel C4 200m.
Belgrado 2011: argento nel C2 1000m e C4 1000m.
Mosca 2016: argento nel C2 1000m.
Plovdiv 2017: argento nel C2 200m.